# Kloster Mont-Notre-Dame
Das Kloster Mont Notre-Dame wurde im Jahr 1230 in der Nähe der Stadt Provins (heute im Département Seine-et-Marne in Frankreich) für Zisterzienserinnen gegründet.

## Geschichte
Das Kloster wurde im Jahr 1298 niedergebrannt und 1358 von Karl II. von Navarra (Charles le Mauvais) verwüstet. Nach seinem Anschluss an das Kloster Preuilly verfiel es im 15. Jahrhundert. 1648 ging es an die Genossenschaft der Töchter der christlichen Liebe vom Hl. Vinzenz von Paul über, bestand als Rechtsperson wohl aber bis zur Französischen Revolution fort, wurde in der zweiten Hälfte des 18. Jahrhunderts aber mit der Abtei Villiers-aux-Nonnains und dem Kloster La Joie (Nemours) vereinigt. Die Anlage wurde in einen rund zwei Kilometer nordnordöstlich von Provins gelegenen Landwirtschaftsbetrieb umgewandelt, der bis heute den Namen „Filles-Dieu“ trägt.

## Links
- „Mont-Notre-Dame“ in Cistopedia -  Encyclopaedia Cisterciensis